# Conchopus adbominalis
Conchopus adbominalis är en tvåvingeart som beskrevs av Sadao Takagi 1965. Conchopus adbominalis ingår i släktet Conchopus och familjen styltflugor. Inga underarter finns listade i Catalogue of Life.